# 如果我成為大統領
〈如果我成為大統領〉（日语： Shiru vu Purejidento）是日本YouTuber、多媒體藝人P丸樣。的歌曲，為其代表曲，亦是其截至2021年12月點擊量最大歌曲。
該曲由草莓王子成員nanamori製作，於2021年3月17日發布，為歌手首張專輯《Sunny!!》收錄曲目。作詞、作曲由VOCALOID P、吉他手七星管弦樂團（岩見陸）負責。該曲很有中毒性，是「可以現場演唱的快速度樂曲」，曲調為C♯/D♭，速度為176拍/分鐘（BPM）。

## 音樂錄影帶
該曲音樂錄影帶（MV）在《Sunny!!》發售日2021年3月17日在YouTube公開。曾製作多則草莓王子樂曲MV的插畫師nanao與影像創作者LE（えるいー）參與MV製作。MV在當初未計劃製作，但由於該曲對歌手來說是「可愛且很喜歡的歌曲」，收錄後在歌手極力要求下展開製作。截至2022年2月的播放數超越6,000萬次。
2021年8月7日，歌手在YouTube頻道公開英语與汉语縮短版本影片。歌手表示「想讓樂曲為更多人喜歡」而錄製這些新版本，MV公開後也在日本以外獲得反響。

## 反響與評價
該曲於2021年5月左右成為網路迷因，使用其副歌的手指舞在TikTok以影響者為中心投稿。其由TikTok實況主大嶋春（おおしましゅん）編舞。有很多人投稿該曲的自製插畫影片，歌手本人亦在官方帳號公開該曲。
該曲在TikTok人氣樂曲排名連續登頂，是很受歡迎的樂曲。其在「TikTok HOT SONG Weekly Ranking」2021年4月5日至11日首次上榜且列第10位，4月26日至5月2日首次登頂，6月14日至6月20日再次登頂，截至6月28日至7月4日連續3週登頂。7月5日，獲選入收錄TikTok 2021年6月話題樂曲的「HOT SONG」播放列表。11月，「如果我成為大統領」獲「TikTok流行語大賞2021」提名。截至同月的数字发行播放數超越4,600萬次，與音樂錄影帶播放數總計超過1億次。
該曲在「JAPAN Heatseekers Songs」2021年5月3日至5月9日首次上榜且列第12位，6月7日至6月13日首次登頂，截至8月23日至8月29日連續9週、第10次登頂，截至8月30日至9月5日這週的近6個月中有4個月入列前20位榜單，因榜單規則才不被列入當週榜單。
該曲在LINE MUSIC月間排名自2021年5月起連續3個月入列前50位。
2021年12月，該曲在歌Net「2021年年間排名」（2021年年間ランキング）樂曲排名列第10位。同網站的樂曲歌詞存取數記錄超越90萬次。
2022年3月，該曲獲選為日本唱片協會「2022年2月度串流媒體認定作品」（2022年2月度ストリーミング認定作品）金認定作品。
對於歌詞，律師岡野武志認為如果成為大統領，並不能「隨便抓你」（君を勝手に捕まえる），「要將人逮捕，必須是逮捕現行犯，或者取得逮捕狀」，否則會構成非法逮捕。

## 翻唱
Hello, Happy World!、丸山彩（前島亞美）、倉田真白（進藤天音）的翻唱版本於2021年12月31日追加收錄於遊戲《BanG Dream! 少女樂團派對》，並收錄於2022年12月14日發售的唱片《BanG Dream! 少女樂團派對 Cover Collection Vol.7》（バンドリ！ ガールズバンドパーティ！ カバーコレクション Vol.7）。

### 引用
1. ↑  bilibili上的【代表作】【ＭＶ】シル・ヴ・プレジデント（如果我成为大统领）日文版 /Ｐ丸様。（p_ma_ru）【ナナホシ管弦楽団】
2. ↑  . . blueprint. 2021-12-15  [2021-12-21]. （原始内容存档于2022-07-06）.
3. 1 2  . BARKS. . 2021-12-13  [2021-12-21]. （原始内容存档于2022-10-02）.
4. ↑  .  (). 2021-02-07  [2021-07-31]. （原始内容存档于2022-05-09）.
5. ↑  . P丸樣。公式. 2021-03-14  [2021-07-31]. （原始内容存档于2022-03-18）.
6. 1 2 3  . BARKS. . 2021-03-17  [2021-07-31]. （原始内容存档于2021-12-28）.
7. 1 2  . . 小學館. 2022-02-11  [2022-03-13]. （原始内容存档于2022-02-25）.
8. ↑  . songbpm.com.   [2022-11-03]. （原始内容存档于2022-11-03）.
9. ↑  . 財經新聞 (財經新聞社). 2022-02-12  [2022-02-16]. （原始内容存档于2022-02-16）.
10. ↑  Diary!! 2021，第28頁，
11. 1 2  . ORICON MUSIC. ORICON. 2021-08-08  [2021-08-17]. （原始内容存档于2022-08-08）.
12. ↑  Diary!! 2021，第31頁，
13. 1 2 3  . Billboard JAPAN. 2021-05-14  [2021-06-30]. （原始内容存档于2021-12-28）.
14. ↑  . Billboard JAPAN. 2021-05-18  [2021-07-31]. （原始内容存档于2022-02-13）.
15. ↑  . ORICON MUSIC (ORICON). 2022-02-21  [2022-04-06]. （原始内容存档于2022-04-06）.
16. 1 2  . Billboard JAPAN. 2021-06-25  [2021-07-31]. （原始内容存档于2022-02-13）.
17. ↑  . ORICON MUSIC. ORICON. 2021-08-14  [2021-08-28]. （原始内容存档于2021-12-28）.
18. 1 2  . Billboard JAPAN. 2021-07-09  [2021-07-31]. （原始内容存档于2021-12-28）.
19. ↑  . PR TIMES (PR TIMES). 2021-07-05  [2021-07-31]. （原始内容存档于2022-02-13）.
20. ↑  . PR TIMES (PR TIMES). 2021-11-09  [2021-11-24]. （原始内容存档于2021-11-24）.
21. ↑  . ORICON MUSIC. ORICON. 2021-11-20  [2021-11-24]. （原始内容存档于2021-11-30）.
22. ↑  . Billboard JAPAN. 2021-06-16  [2021-07-31]. （原始内容存档于2022-02-13）.
23. ↑  . Billboard JAPAN. 2021-09-01  [2021-09-06]. （原始内容存档于2022-02-15）.
24. ↑  . Billboard JAPAN. 2021-09-08  [2021-09-11]. （原始内容存档于2022-02-13）.
25. ↑  . PR TIMES (PR TIMES). 2021-06-04  [2021-08-28]. （原始内容存档于2022-02-13）.
26. ↑  . PR TIMES (PR TIMES). 2021-07-06  [2021-08-28]. （原始内容存档于2022-02-13）.
27. ↑  . PR TIMES (PR TIMES). 2021-08-05  [2021-08-28]. （原始内容存档于2022-02-15）.
28. 1 2  . PR TIMES (PR TIMES). 2021-12-20  [2021-12-21]. （原始内容存档于2022-10-31）.
29. ↑  . PR TIMES (PR TIMES). 2022-03-30  [2022-04-06]. （原始内容存档于2022-04-22）.
30. ↑  . . blueprint. 2021-10-21  [2022-03-13]. （原始内容存档于2022-07-03）.
31. ↑  bang_dream_gbp的2021年12月22日的推文、. Retrieved 2021-12-29.
32. ↑  . .   [2022-11-02]. （原始内容存档于2022-10-13）.

### 來源
- P丸樣。; .  . . 2021-09-30. ISBN 978-4-8456-3681-5.